# Krystyna Ceynowa
Krystyna Ceynowa (także Krystyna Cejnowa, Krystyna Halmann, ur. ok. 1785, zm. 1836) – ostatnia osoba na terenie dzisiejszej Polski (wówczas Królestwo Prus), która poniosła śmierć w wyniku oskarżenia o czary.
51-letnia Krystyna Ceynowa, samotna wdowa po rybaku została oskarżona przez swoich sąsiadów z wsi Chałupy (noszącej wtedy nazwę Ceynowa) o „rzucenie uroku na Johanna Konkela, niechodzenie do kościoła oraz to, że na jej kominie siadały czarne wrony”. Sprowadzony z Sopotu znachor podburzył tłum, który skazał kobietę na tzw. próbę wody, którą przeszła, po czym została zamordowana poprzez „zatłuczonie wiosłami”. Był to akt samosądu. Sprawcy czynu zostali osądzeni przez władze pruskie i skazani na karę więzienia.
Na podstawie tej historii powstała legenda o czarownicy Ortyszy. Od jej imienia nazwano wydmę Ortus położoną 3 km od centrum Chałup.
Wydarzenie było opisane m.in. przez Stefana Żeromskiego w jego książce pt. „Wiatr od morza”. W 2010 Anna Koprowska-Głowacka na podstawie tej historii napisała opowiadanie, które opublikowała w swojej pracy "Czarownice z Pomorza i Kujaw".
Incydent został wykorzystany w polityce germanizacyjnej jako dowód na prymitywizm kaszubskich rybaków.

## Źródła
1. 1 2  Krzysztof Jóźwiak, Procesy czarownic w Rzeczypospolitej Obojga Narodów [online], www.rp.pl, 15 października 2016 [dostęp 2020-09-01] (pol.).
2. ↑  Ostatnie pławienie czarownicy [online], trojmiasto.pl, 18 stycznia 2010 [dostęp 2020-05-21] (pol.).
3. 1 2 3  D. Łukasiewicz, Zło niechrześcijańskie i nieludzkie. Historia dzieciobójstwa i inne studia z dziejów codzienności, Wydawnictwo Naukowe Silva Rerum, ISBN 978-83-64447-02-0. Poznań 2014, s. 8.
4. 1 2  Franciszek Mamuszka, Ziemia Pucka, Warszawa, PTTK „Kraj”, 1989, ISBN 83-7005-170-7.
5. ↑  Jak mieszkańcy Chałup pozbyli się czarownicy [online], Onet Podróże, 7 sierpnia 2020 [dostęp 2020-09-01] [zarchiwizowane z adresu 2020-08-10] (pol.).
6. ↑  Anna Koprowska-Głowacka: Czarownice z Pomorza i Kujaw. Gdynia: Wydawnictwo Region, 2010, s. 134-137. ISBN 978-83-7591-168-8.
7. ↑  Ostatnie pławienie czarownicy [online], trojmiasto.pl, 18 stycznia 2010 [dostęp 2020-09-01] (pol.).